# Luis Seco de Lucena Escalada
Luis Seco de Lucena Escalada (Tarifa, 1857-Granada, 1941) fue un escritor, historiador y periodista español, doctor en Filosofía y Letras y miembro de la Real Academia de Bellas Artes de San Fernando. Fue padre del arabista Luis Seco de Lucena Paredes.

## Biografía
Nacido en la localidad gaditana de Tarifa en 1857, era hijo del militar Manuel Seco Escalada. Recorrió durante su infancia distintas plazas por motivos de los traslados paternos, de modo que después de su localidad de nacimiento, primero, fue llevado a Cádiz en 1860 cuando contaba tres años de edad, luego a Ceuta en 1862 y posteriormente a Sanlúcar de Barrameda, el Puerto de Santa María y Sevilla, en las que crecería y entablaría amistades tan decisivas para su posterior bagaje intelectual y afectivo como las del poeta Luis Montoto o el fundador de ABC Torcuato Luca de Tena. 
En junio de 1877, con veinte años, se trasladó junto a su familia a Granada, ciudad donde fundó el periódico El Universal. Sin embargo, la fundación de El Defensor de Granada en 1880 gracias a la financiación de José Genaro Villanova, periódico en el que colaboró con su hermano Paco Seco de Lucena y que dirigió hasta el 27 de julio de 1915, determinó el inicio de un largo periodo en el que Luis gozó de gran influencia en la sociedad y política granadinas. El periódico, sin embargo, acabaría siendo vendido en 1907 por el periodista a la Sociedad Editorial de España.
Fue uno de los fundadores del Ateneo y de la Asociación de la Prensa de Granada. Obtuvo la mención de hijo adoptivo de Granada y recibió la medalla de oro de la misma ciudad. Promovió y llevó a cabo la coronación del poeta José Zorrilla en 1889. Fallecido el 22 de diciembre de 1941, había llegado a ser nombrado hijo adoptivo de Granada.

## Obras
- La ciudad de Granada (1884)
- La Alhambra como fue y como es
- La Alhambra
- Idearium de la Alhambra
- Plano de Granada árabe
- Anuario de Granada
- Criterios y glosario de la historia de Granada